# بني بعيس (أرحب)

تعديل مصدري - تعديل

بني بعيس هي إحدى قرى عزلة الزبيرات بمديرية أرحب التابعة لمحافظة صنعاء، بلغ تعداد سكانها 335 نسمة حسب تعداد اليمن لعام 2004.